# Bruce Robbins

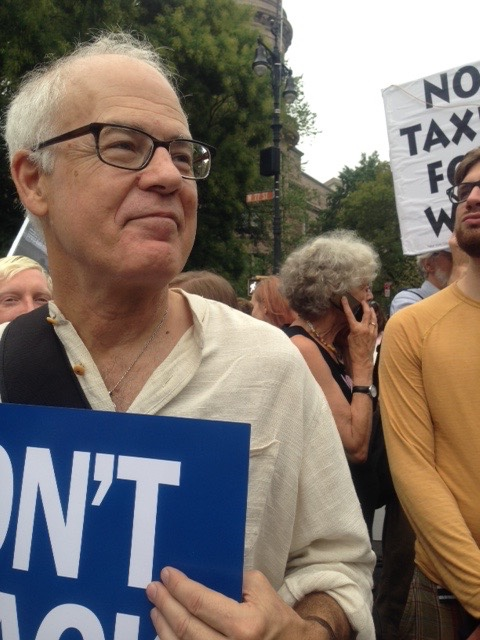
Bruce Robbins

Bruce Robbins (* 1949) ist ein US-amerikanischer Literaturwissenschaftler.
Er wurde 1980 an der Harvard University promoviert (Ph.D.) und begann seine akademische Karriere 1994 an der Rutgers University. Seit 2001 ist er Professor am Department of English and Comparative Literature der Columbia University. Robbins arbeitet hauptsächlich in den Bereichen Belletristik des 19. und 20. Jahrhunderts, Literatur- und Kulturtheorie sowie Postkolonialstudien.

## Schriften
- Criticism and Politics. A Polemical Introduction. Stanford University Press, Stanford 2022. ISBN 978-1-5036-3019-2
- Atrocity. A Literary History. Stanford University Press, Stanford 2025. ISBN 978-1-5036-4055-9

Herausgeber
- Pheng Cheah, Bruce Robbins (Hrsg.): Cosmopolitics. Thinking and Feeling Beyond the Nation. University of Minnesota Press, Minneapolis 1998. ISBN 0-8166-3068-2